# Borszyn Mały (gromada)
Borszyn Mały – dawna gromada, czyli najmniejsza jednostka podziału terytorialnego Polskiej Rzeczypospolitej Ludowej w latach 1954–1972.
Gromady, z gromadzkimi radami narodowymi (GRN) jako organami władzy najniższego stopnia na wsi, funkcjonowały od reformy reorganizującej administrację wiejską przeprowadzonej jesienią 1954 do momentu ich zniesienia z dniem 1 stycznia 1973, tym samym wypierając organizację gminną w latach 1954–1972.
Gromadę Borszyn Mały z siedzibą GRN w Borszynie Małym utworzono – jako jedną z 8759 gromad na obszarze Polski – w powiecie górowskim w woj. wrocławskim, na mocy uchwały nr 13/54 WRN we Wrocławiu z dnia 2 października 1954. W skład jednostki weszły obszary dotychczasowych gromad Borszyn Mały, Borszyn Wielki i Strumyk ze zniesionej gminy Czernina oraz Kłoda Wielka, Kłoda Mała, Kruszyniec i Włodków Dolny ze zniesionej gminy Stara Góra w tymże powiecie. Dla gromady ustalono 11 członków gromadzkiej rady narodowej.
1 stycznia 1960 gromadę zniesiono, a jej obszar włączono do gromad: Stara Góra (wsie Włodków Dolny i Kłoda Wielka) i Czernina (wsie Borszyn Mały, Kruszyniec, Strumyk i Borszyn Wielki) w tymże powiecie.